# ホンダ・インスパイア
インスパイア（INSPIRE）は、本田技研工業が生産・発売している高級セダンである。

## 概要
レジェンドとアコードの間に位置する車種として1989年（平成元年）10月に発売を開始。4代目まではアメリカ合衆国環境保護庁の車格区分によるミッドサイズカーの上限の大きさであったが、5代目からは従来どおりの価格帯をキャリーオーバーしながらフルサイズカーの下限の大きさに拡大された。
日本国内では初代から5代目まで同名で23年間販売された一方、北米やアジアでは3代目までが「アキュラ・ビガー / TL」、4代目・5代目はアコードとされた。日本での販売は2012年に終了したが、2018年に中国市場で名称を復活させている。

## 初代 CB5/CC2/3型（1989年 - 1995年）
1989年（平成元年）10月12日、アコードインスパイア（ACCORD INSPIRE）として登場。型式はCB5。4代目アコードから1か月遅れで発売された。姉妹車に3代目ビガーがある。
ホンダは1985年（昭和60年）から、イギリスのオースチン・ローバー・グループとレジェンド/ローバー・800を共同開発し販売していたが、これによってアコードとレジェンドの間にラインナップ上の空白が生じていたため、その間を埋める上級車種として投入された。当時のバブル景気下で人気を博していたハイソカークラスにあたるモデルである。
エンジンは専用設計の直列5気筒で、2.0 LのG20A型と2.5 LのG25A型の2種。高回転・高出力を念頭に開発され、5気筒特有の1次偶力によるエンジンの振動の対策には当初バランサーを用いていた。前輪駆動ながら縦置きエンジンを用いた「FFミッドシップ・レイアウト」と呼ばれる機構が採用され、エンジン横にディファレンシャルギアが置かれているため、駆動軸（ドライブシャフト）がオイルパンを貫通している。これ以降登場するホンダの高級車ではV6エンジンの拡充を図りつつ、しばらくの間この構造が継承された。トランスミッションは4速ATを基本とし、2.0 Lのみ5速MT仕様が用意された。
グレードは上位から「AX-i」「AG-i」「AZ-i」の3種。「AX-i」と「AG-i」は内装に天童木工製の本木目パネルを採用しており、「AX-i」には北米産ミルトルの玉杢、「AG-i」には西アフリカ産ゼブラの柾目が用いられた。
1990年（平成2年）8月、全車にリア3点式ELRシートベルトを標準化。2段モーションオートアンテナやクルーズコントロール、電動格納式ドアミラーもグレードを拡大して採用。
1991年（平成3年）5月、ハイマウントストップランプ、シートベルトウォーニングを標準化。またTCSと運転席エアバッグ、ABSが全車にオプション設定。
1991年（平成3年）9月、特別仕様車「リミテッド」を設定。
1992年（平成4年）1月30日、全長を140mm・全幅を80mm拡大し、3ナンバーサイズとした「インスパイア」が登場。搭載エンジンはアコードインスパイアと共通で、型式はそれぞれCC2（2.5 L）、CC3（2.0 L）となる。
1992年（平成4年）4月、アコードインスパイアに特別仕様車「スペシャルエディション」を設定。
1993年 (平成5年) 2月、アコードインスパイアに特別仕様車として「F-ステージ」を設定。「AG-i」をベースとし、オートエアコンディショナーやボディ同色電動格納式リモコンドアミラー等を装備する他、ダーク仕上げ本木目パネル（ゼブラ）を特別装備した。
1994年 (平成6年) 1月、「25Gi」をベースとした特別仕様車「グランドステージ」を設定。
1995年 (平成7年) 1月、生産終了。在庫対応分のみの販売となる。
1995年（平成7年）4月、在庫対応分が完売し販売終了。
歴代の中で初代の販売台数が一番多い。ボディは4ドアピラードハードトップのみで、3ナンバーモデルにもそのまま受け継がれた。後に販売主力は3ナンバーモデルへと移り、5ナンバーモデルも1995年（平成7年）のモデルチェンジまで併売されたが、グレードは「AG-i」のみに整理された。

## 2代目 UA1/2/3型（1995年 - 1998年）
1995年（平成7年）2月23日、フルモデルチェンジに伴って発売。姉妹車はセイバーとなる。5ナンバーモデルが廃止されたことで「アコード」の名称が外れ、「インスパイア」として独立した車種となった。先代で採用されたワイド&ローのシルエットはこのモデルにも踏襲されたものの、居住性アップが求められたアメリカ市場からの要望に応じて、車体の大きさは先代とほぼ同じながらも、室内は広くなり車高も上げられた。アメリカではホンダの高級車ブランド「アキュラ」にて、アキュラ・TLとして販売される。
エンジンは先代と同じくG20A型とG25A型の2種類。G25A型にはレギュラー仕様の180PS（「25G」,「25XG」に搭載）とハイオク仕様の190PS（「25S」に搭載）の2仕様が存在した。
1995年7月6日、レジェンドと共通のC32A型を搭載した「32V」 が追加。V型6気筒エンジンの搭載にともない、フロントセクションはレジェンドのシャーシを流用した専用設計となり、全長・全幅ともに多少大型化している。同時に電子アナログメーター・天然木パネルが装備されており質感が向上した。
1996年11月8日に一部変更した。運転席・助手席エアバッグやABSなどの安全装備を全車標準装備と同時にカーナビはVICS対応型の立体地図タイプに変更された。
1997年10月、20Gをベースに特別仕様車「リミテッド」を設定。充電機能付キーレスエントリー、運転席8ウェイパワーシート、木目調センターコンソールパネル＆ドアスイッチパネル、CDプレーヤー搭載オーディオシステムを装備する。
1998年9月に生産終了。在庫対応分のみの販売となる。
1998年10月に3代目と入れ替わって販売終了。
折しもバブル崩壊による不景気の影響を受け、初代に比べるとコスト削減を余儀なくされたために品質が低下した内装や、ファミリーカーの主役をセダンからミニバンへ移行させるきっかけとなった初代オデッセイの登場も相まって、初代ほどの成功を収めることはなかった。

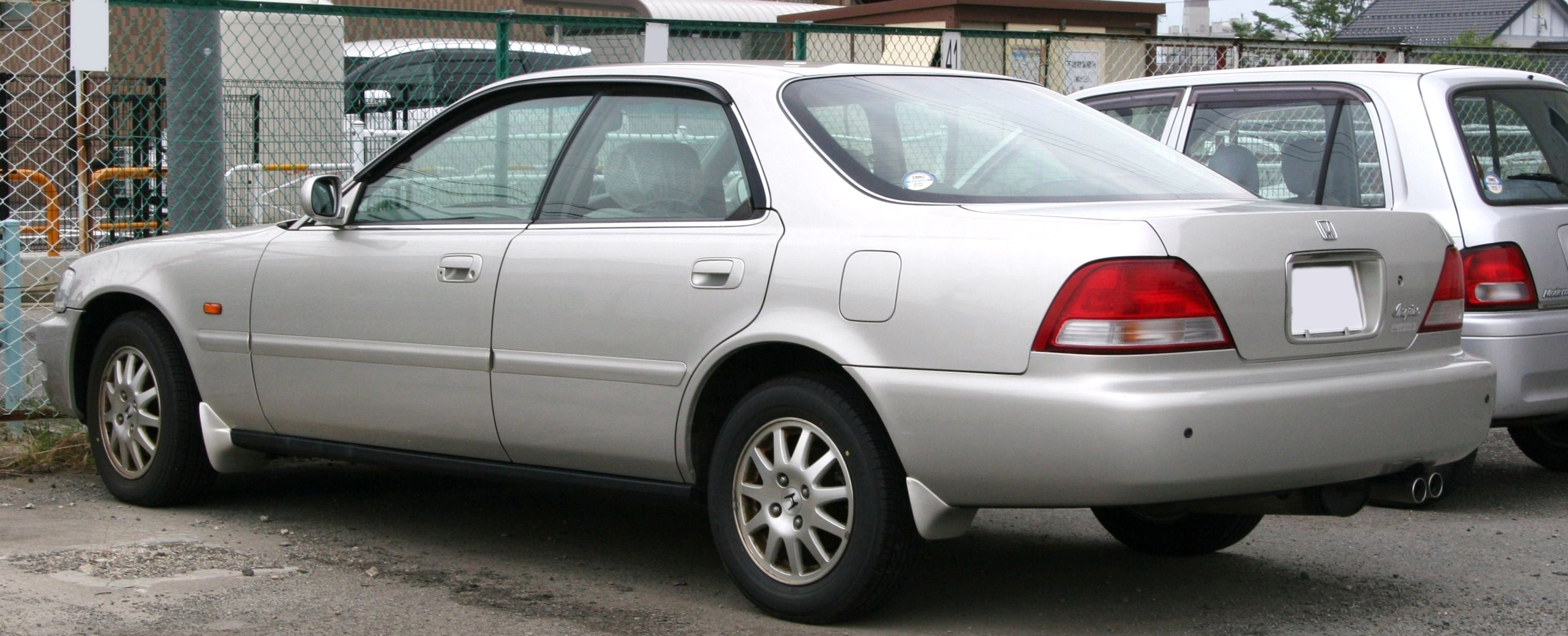
リア

## 3代目 UA4/5型（1998年 - 2003年）
1998年（平成10年）10月15日にフルモデルチェンジ。先代に引き続いて米国での販売も継続されたが、このモデルから日本向けの仕様もアメリカ合衆国オハイオ州メアリーズビル工場の生産に切り換わる。この背景にはV6横置きが搭載できる車種が北米に生産が集中されたことと、当時の日米貿易摩擦を緩和する狙いがあったとされる。
先代よりもパーソナルカーの色合いが濃くなったボディは、米国の衝突安全基準に対応するため、サッシュ式ドアを持つ4ドアセダンとなった。また、より室内居住性も向上した反面、FFミッドシップレイアウトは廃された。インテリアも運転席側にラウンドしたパーソナル感が強いデザインになり、ボーズサウンドシステムが全車種に標準装備された。
1999年（平成11年）11月には前席用エアバッグが衝撃の大きさによって2段階の膨張に切り替えるi-SRSエアバッグとなり、前席用サイドエアバッグも標準化された。
エンジンは先代まで存在した直列5気筒が廃止され、新たに開発されたV6のJ型のみとなる。ラインナップは2.5LのJ25A型と3.2LのJ32A型との2種類であった。2001年4月4日のマイナーチェンジの際に、J32Aは出力が30PS向上した仕様に変更したが、これは元々アキュラブランドで発売されているクーペ（アキュラ・CL）に載せられていたものと同じである。組み合わされるトランスミッションは、当初Sマチックが装備された4速ATであったが、前記のマイナーチェンジの際に5速に改良された。なおこの代は歴代で唯一パーキングブレーキに足踏み式を採用している。
2003年5月に生産終了。在庫対応分のみの販売となる。
2003年6月に4代目とバトンタッチして販売終了。

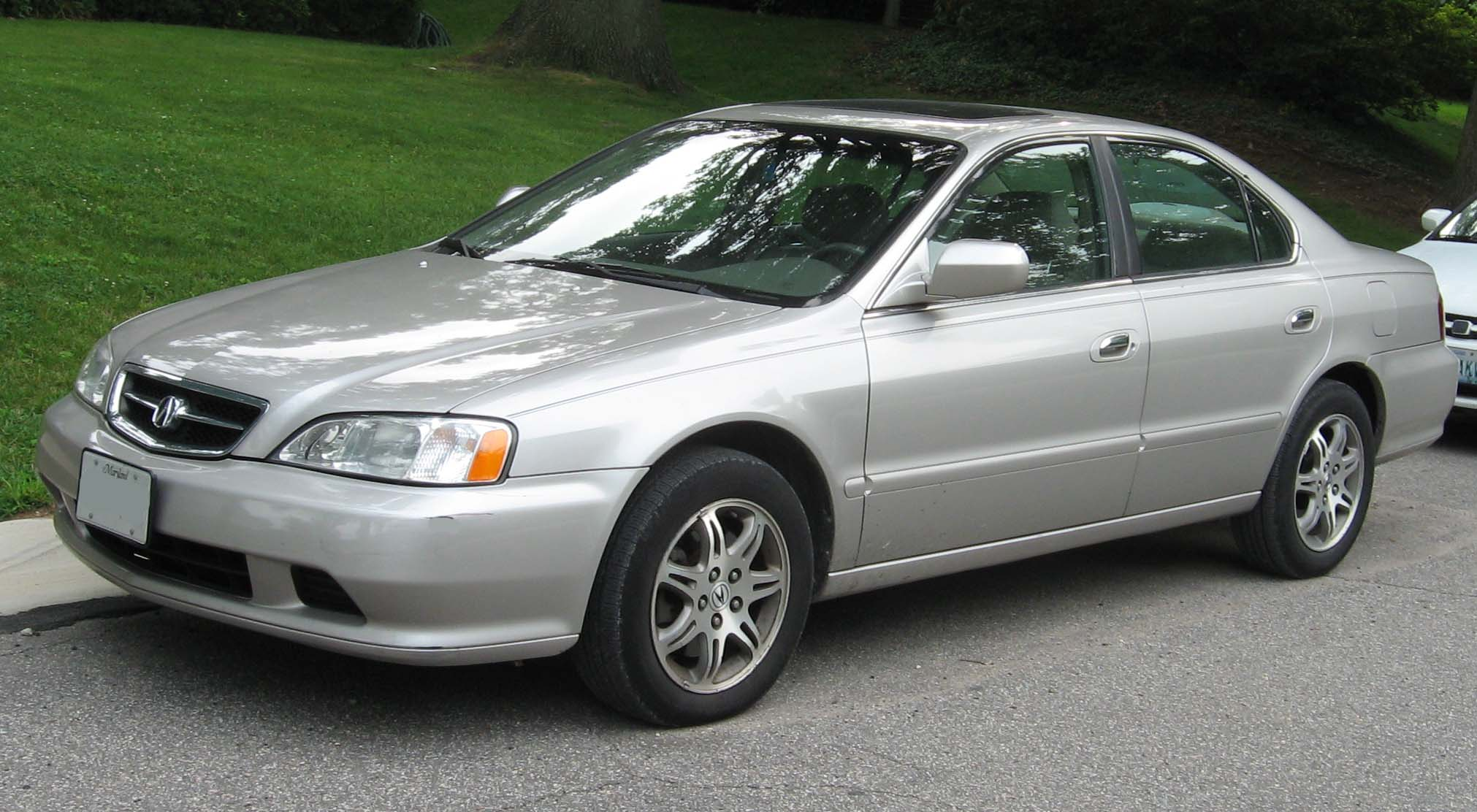
前期型（アキュラ・TL）
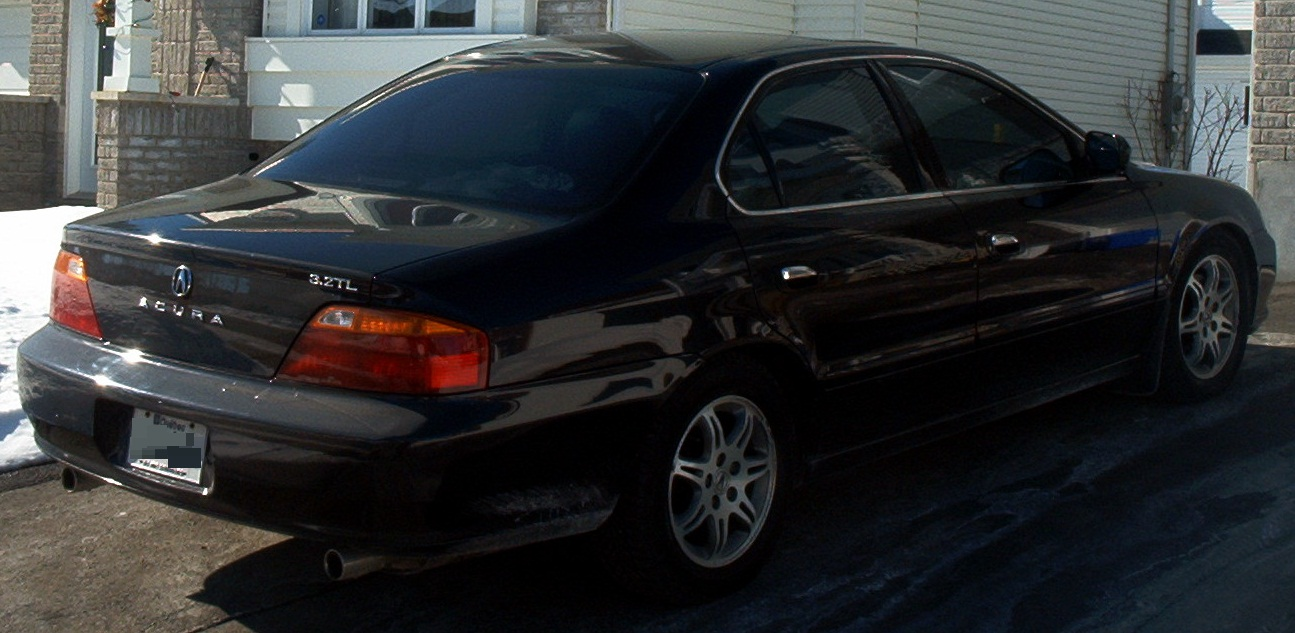
前期型リア（アキュラ・TL）

## 4代目 UC1型（2003年 - 2007年）
2003年（平成15年）6月18日にフルモデルチェンジ。北米仕様の7代目アコードをベースとし、2代続いてきたアキュラブランドとの連携は解消された。それに伴い、生産も米国オハイオ州メアリズビル工場から日本国内の埼玉県狭山市埼玉製作所に戻された。また、姉妹車のセイバーも統合により廃止された。目標月間販売台数は2,000台。
コンセプトは先代から大きく変わらないものの、より高級車的な方向へ性格づけされ、乗り心地も若干柔らかく設定されている。この代の最大の特徴は、エンジンの「可変シリンダーシステム（VCM）」や「ドライバー支援装置（HiDS）」などの新機構が採用されていることにある。グレードは、「アバンツァーレ（AVANZARE）」，「30TL」及び「30TE」の3種に整理され、最上グレードの「アバンツァーレ」に各種新機構が搭載されている。
エンジンは先代にあった2.5Lが廃止され、J30A型のみとなった。このエンジンに採用された「VCM」は、低負荷時に後側のバンク（3気筒）を休止させ、250PSの高出力と低燃費とを両立した。組み合わされるトランスミッションは、先代と同様の5速AT（Sマチック付き）。シーケンシャルモード選択時には、よりスポーティな走りを実現するため気筒休止されず、常時6気筒燃焼となる。このJ30Aエンジンは、3000ccクラスでは珍しいレギュラーガソリン仕様となっている。
また、7代目アコードにも採用された「HiDS」は、フロントに設けられたレーダーで自動的に前方の車両との車間距離を保つ「IHCC」、前方の車両との衝突を自動に回避する「CMBS」及び、フロントに設けられたC-MOSカメラ画像を基に車線を認識し車線維持をアシストする「LKAS」を統合したシステムである。この機能は、アコードやインスパイアを皮切りに、その後登場する4代目レジェンドやミニバンのオデッセイ、エリシオンやクロスオーバーSUVのCR-Vなど、ホンダの上級車に随時搭載されている。
2004年11月には、付着した水滴を蒸発させ、雨天時の良好な視界を確保するヒーテッドドアミラーを標準化。また新ボディカラーも追加。
2005年5月には、30TEをベースに運転席パワーシートと電動ランバーサポート、木目調パネルを標準装備した特別仕様車「30TEリミテッド」を設定。
2005年11月4日にマイナーチェンジを実施。フロントグリルの変更とともに、リアを大幅に変更し、テール部分は横長から台形風に変更されテールランプをLED化した。
2007年11月に生産終了。在庫対応分のみの販売となる。
2007年12月に5代目にバトンタッチして販売終了。

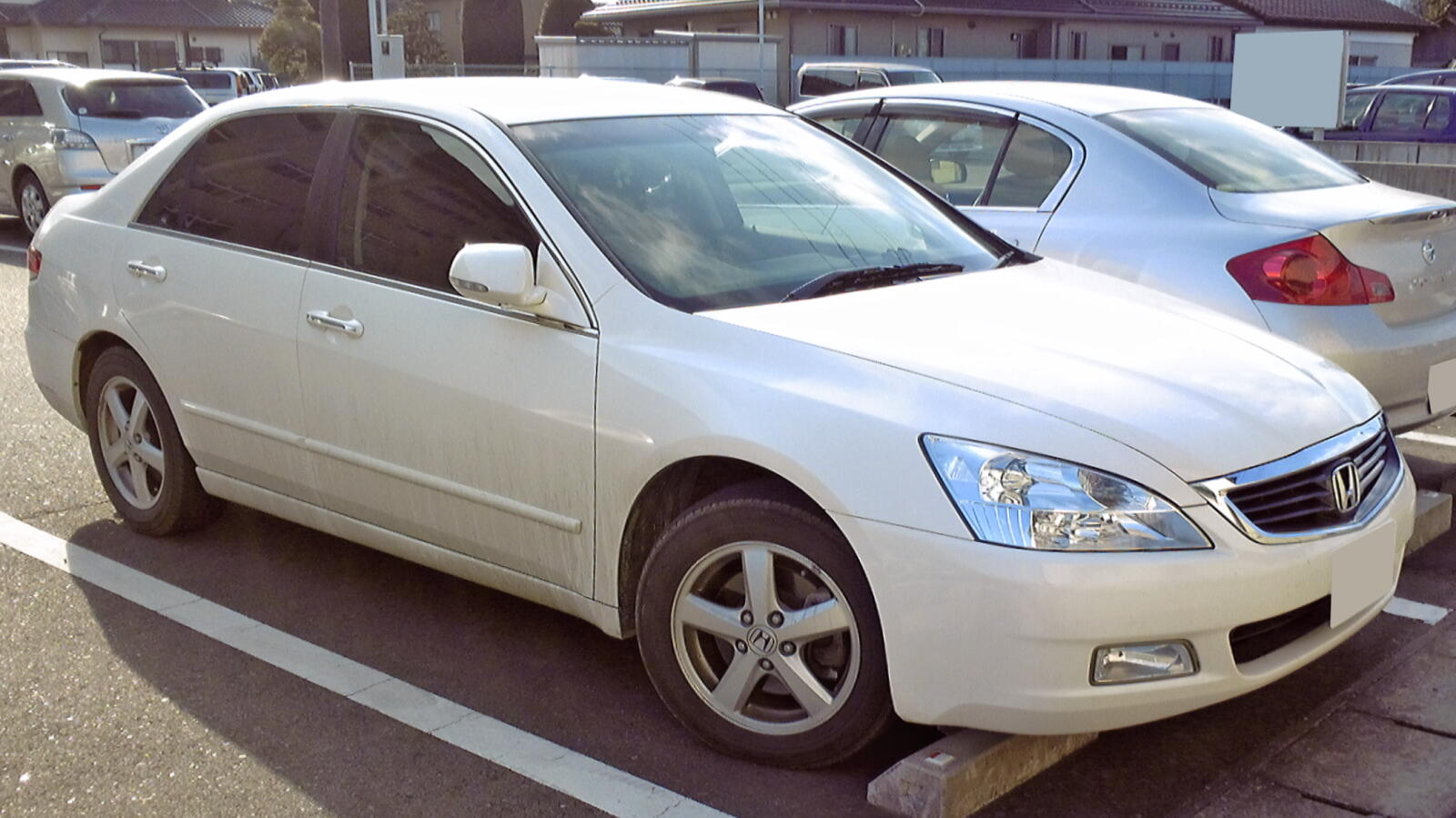
前期型（2003年6月-2005年11月）
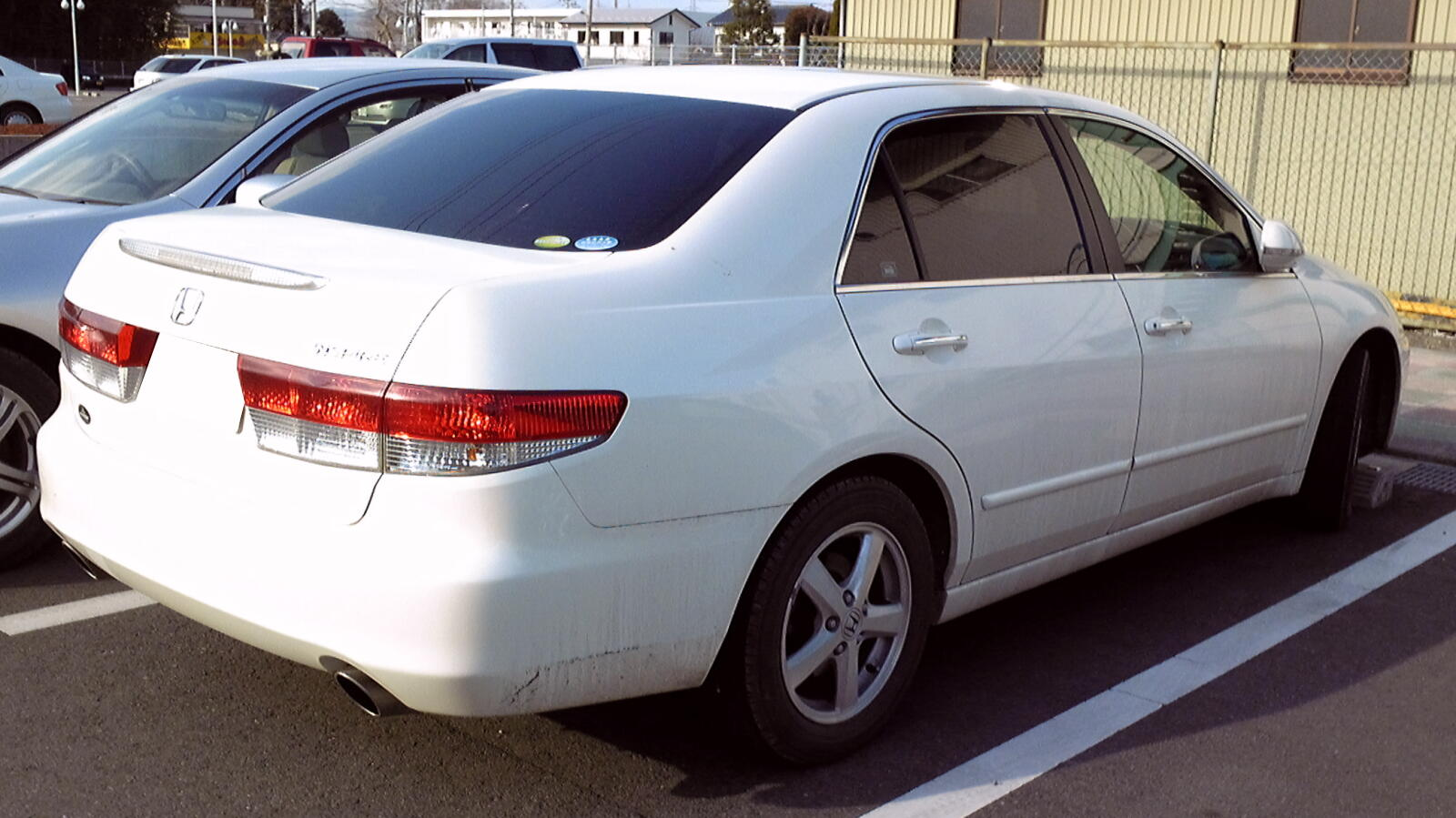
前期型リア

## 5代目 CP3型（2007年 - 2012年）
2007年（平成19年）12月19日に発表、12月21日より発売した。ボディサイズは先代より一回り大きくなり、なかでも全長は4,940mmと大幅に拡大され、全幅もレジェンドと同じとなった。加えてエンジンの排気量も500cc拡大され、本モデルより実質的にレジェンドと同クラスに移行し、かつレジェンドのメーカー希望小売価格が最低でも550万円に設定されていることから、従来のライバル車であるカムリやスカイラインだけでなく1クラス上のクラウン、フーガの廉価版モデルに対する対抗車種としての役割も担うこととなった。月間販売目標は500台と発表されている。
グレードはベースの「35TL」、ミリ波レーダー式の衝突被害軽減ブレーキ（「CMBS」+「E-プリテンショナー」）、「ACC」（アダプティブ・クルーズ・コントロール、IHCCから改名）やHDDナビを標準装備とした「35iL」の2種類。
エンジンはJ35A型で、他車種用とは異なるレギュラーガソリン仕様である。さらに、先代と同様の「VCM」であるが、切り替える気筒数が3気筒-4気筒-6気筒の3段階に改良されている。なお、国産のレギュラーガソリン仕様としては、初めて280PSの最高出力を有している。組み合わされるトランスミッションは、先代と同様の5速ATであるが、Sマチックは装備されない。
ステアリングギアボックスは「VGR」（可変ステアリングギアレシオ）が採用され、全回転角が3.2から2.6回転に減少している。ステアリングフィールをより向上させるため、パワーアシストは先代の電動から油圧に戻されている（その結果「LKAS」は装備されていない）。
当初、同一車種の車名を全世界で統一する方針のもと、これまで日本ではインスパイアとして販売されていた北米仕様アコードを日本でもアコードとして発売し、日本仕様アコードは2008年（平成20年）秋に日本でのアキュラブランド発足に合わせて、アキュラブランドに移行する予定であった。しかし、日本国内でのホンダセダン販売台数の長期低迷からアキュラブランドの発足が2年先送りされ、のちにそれらが白紙撤回となったため、これまで通りインスパイアとして販売されることになり、2007年（平成19年）の東京モーターショーに「インスパイア プロトタイプ」として展示された。
2009年（平成21年）8月27日に一部改良が行われた。ドアやフロント周りなどに遮音材を追加し、静粛性を向上。メーカーオプションの「レザーインテリア」（本革内装）にアイボリー色を追加した。
2010年（平成22年）8月26日にマイナーチェンジが行われた。フロント周りや17インチアルミホイールのデザインを一新すると共に、内装には木目調パネルやシルバー調のインナードアハンドルを採用し、本革&木目調コンビステアリングホイールは新デザインのものを採用した。機能面でもHonda HDDインターナビシステムや雨滴検知ワイパーを標準装備され、リアリーディングライトを追加した。これによりモノグレード化され、前期型に比べ価格を抑えた。
2011年（平成26年）6月には、ボディーカラーの見直しを行った。
2012年9月に生産終了。在庫対応分のみの販売となる。同年10月に在庫分が完売し、販売終了。インスパイアは23年の歴史に一旦幕を閉じた。後継車は9代目アコードに統合された。
2024年6月3日、型式指定申請に必要な騒音試験（2009年実施）において不適切な事案があったことが発表された。

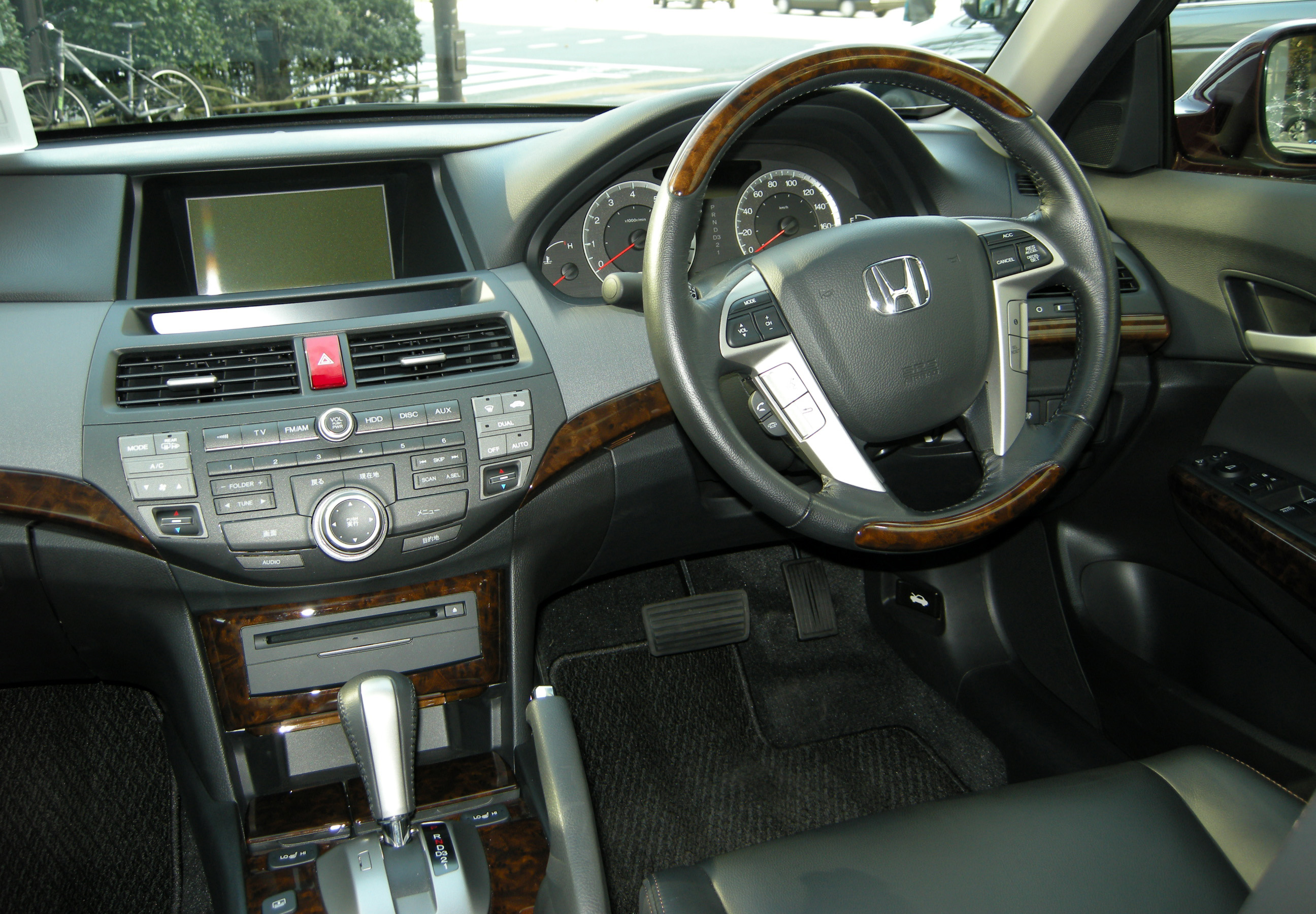
内装
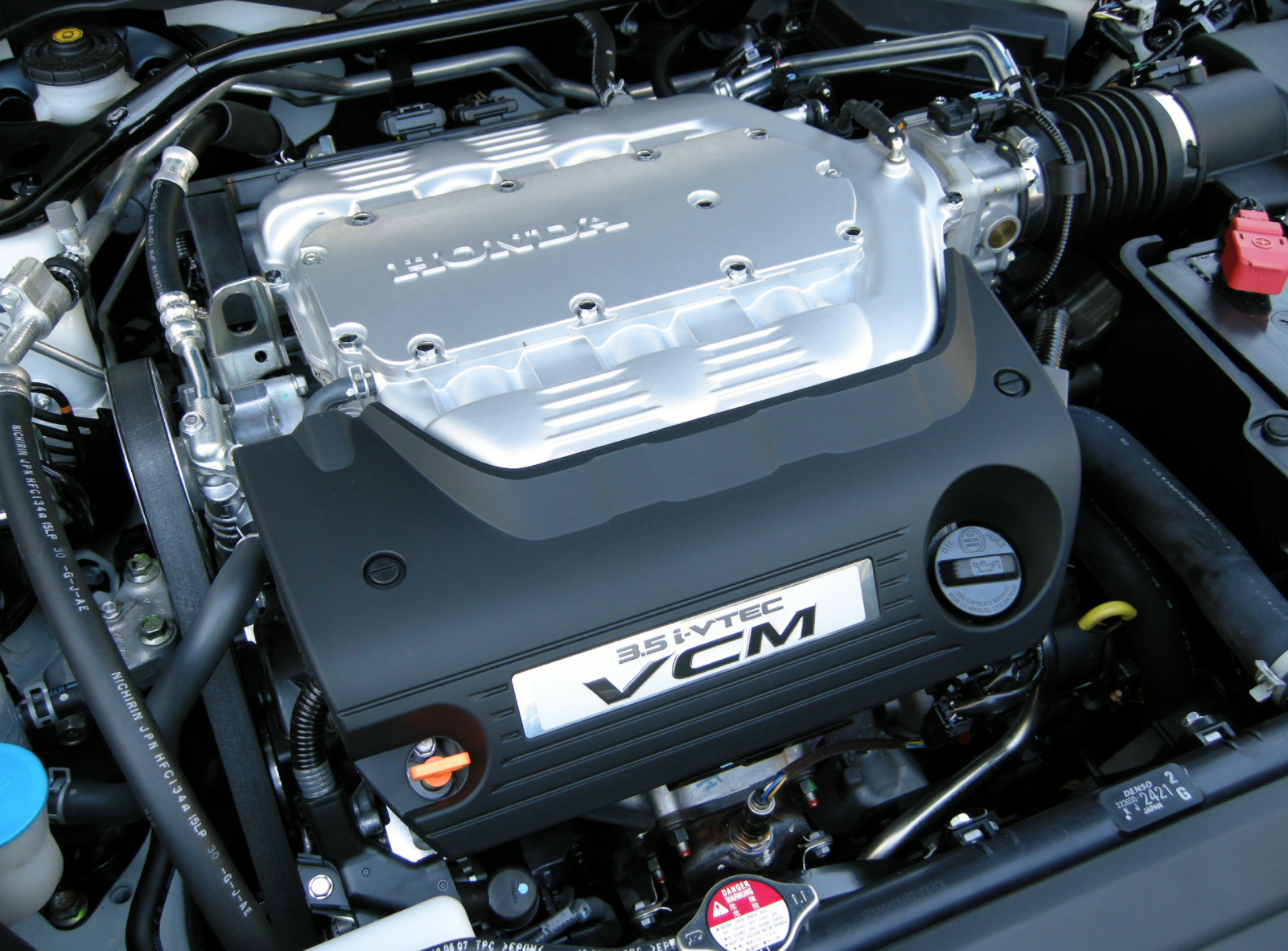
3.5L V6エンジン

## 6代目（2018年 - 2023年）
2018年4月25日、北京モーターショーで東風ホンダがインスパイアコンセプトを出展し、10月25日に正式発表された。中国では広汽ホンダが製造・販売を行っているアコードの姉妹車であり、東風ホンダではスピリアの後継車となる。また、東風ホンダではフラッグシップセダンとしての役割を担う。「インスパイア」の名は日本市場での2012年9月の販売終了以来、約6年ぶりの復活となった。
エクステリアはフルLEDヘッドライトを採用したほか、10代目アコードと異なるバンパーやテールランプ等を装備することで差別化がなされている。インテリアは10代目アコードと大きくは変わらないものの細かく差別化されており、ブラック、ブラウン、アイボリーホワイトが設定される。一部モデルではHonda CONNECT等の機能も装備される。また、全てのモデルでHonda SENSINGが標準装備されている。
パワートレインは1.5Lターボのほか、2モーターハイブリッドシステム「i-MMD」搭載車を設定。ターボ車は最高出力143kW、最大トルクは260N·m、ハイブリッド車は最高出力107kW（モーター135kW）、最大トルクは175N·m（モーター315N·m）。

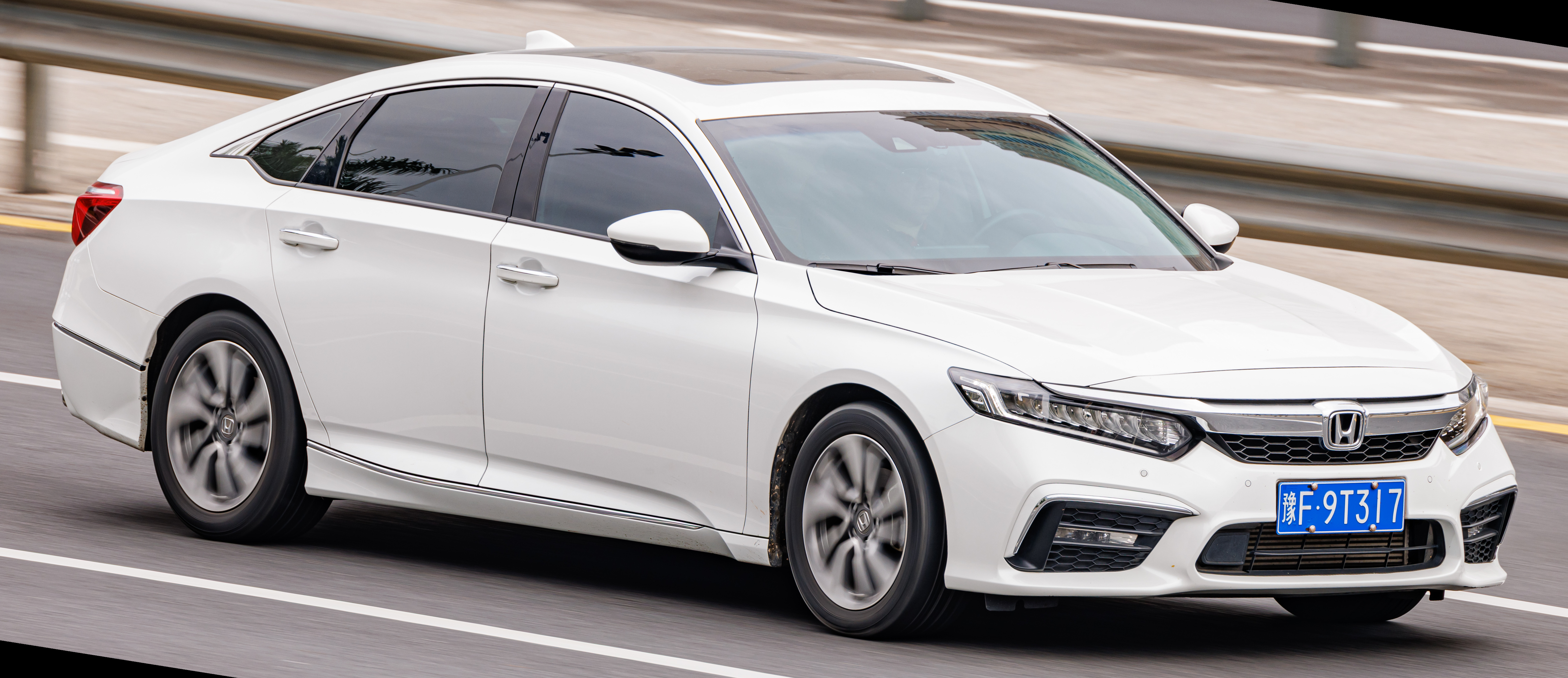
ホンダ・インスパイア（6代目）2018年型

## 7代目（2023年 - ）

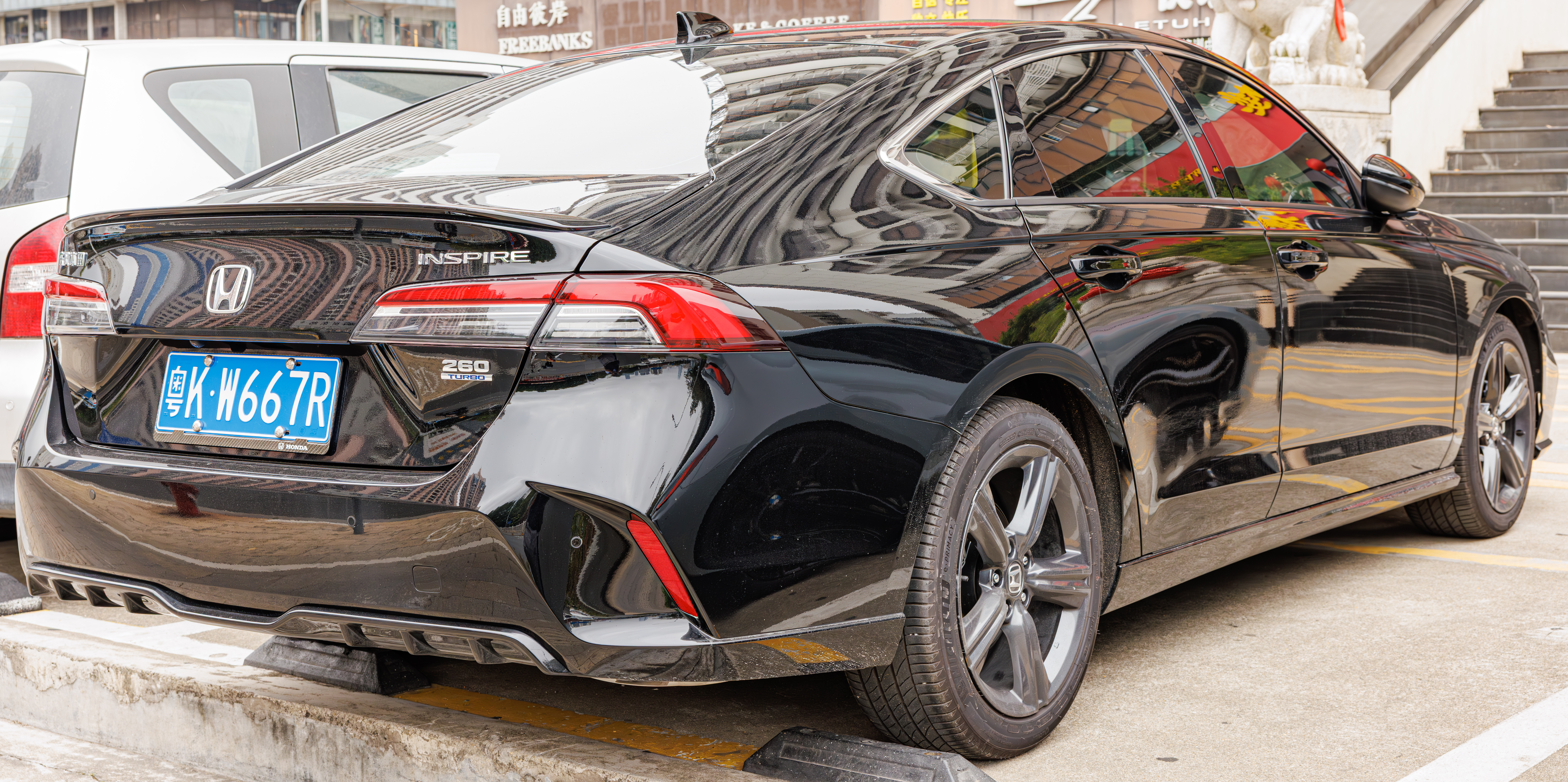
リア

2023年6月26日、東風本田汽車が新型インスパイアを初公開。パワートレインは1.5L 直4 VTECターボエンジンを搭載するガソリンエンジン車に加え、最高出力148馬力、最大トルク182Nmを発揮するガソリンエンジンに最高出力183馬力、最大トルク335Nmを発揮するモーターを組み合わせたプラグインハイブリッド車（e:PHEV）が用意される。

## 車名の由来
- 英語で「インスピレーションやひらめきを与え、感動させる」や「奮い立たせる・刺激して～する気にさせる」という意味。

## 取扱販売店
- Honda Cars店
  - 販売店統合以前では、3代目まではクリオ店専売だったが、セイバーを統合した4代目以降は、プリモ店及びベルノ店でも扱うようになった。